# Vestigingsverlof
Vestigingsverlof was het verlof dat rooms-katholieke bisschoppen - na het herstel van de bisschoppelijke hiërarchie in 1853 - van de Nederlandse overheid moesten verkrijgen om zich metterwoon in de zetelsteden van hun bisdommen te vestigen. Deze bepaling was opgenomen in de Wet op de kerkgenootschappen en was een nawee van de aprilbeweging.
Door de wetgever werd aangenomen dat het zich vestigen van een (aarts)bisschop in de stad waar zijn (aarts)bisdom zetelde moest worden opgevat als een provocatie van de protestante bevolking. Joannes Zwijsen, aartsbisschop van Utrecht woonde zodoende tot 1868 in Haaren. Mgr. Van Vree, bisschop van Haarlem, hield tot 1871 domicilie in Sassenheim.